# Frankliniella kelliae
Frankliniella kelliae är en insektsart som beskrevs av Sakimura 1981. Frankliniella kelliae ingår i släktet Frankliniella och familjen smaltripsar. Inga underarter finns listade i Catalogue of Life.